# Lumière de la meilleure musique
 (février 2024).
Si vous disposez d'ouvrages ou d'articles de référence ou si vous connaissez des sites web de qualité traitant du thème abordé ici, merci de compléter l'article en donnant les références utiles à sa vérifiabilité et en les liant à la section « Notes et références ».
Le Lumière de la meilleure musique est une récompense cinématographique française décernée par l'Académie des Lumières depuis 2016.

## Palmarès

### Années 2010
- 2016 : Grégoire Hetzel pour La Belle Saison et Trois souvenirs de ma jeunesse
  - Bruno Coulais pour Journal d'une femme de chambre
  - Warren Ellis pour Mustang
  - Gesaffelstein pour Maryland
  - Béatrice Thiriet pour L'Astragale
  - Jean-Claude Vannier pour Microbe et Gasoil

- 2017 : Ibrahim Maalouf pour Dans les forêts de Sibérie [1]
  - Sophie Hunger pour Ma vie de Courgette
  - Laurent Perez del Mar pour La Tortue rouge
  - Robin Coudert pour Planetarium
  - Philippe Rombi pour Frantz
  - Gabriel Yared pour Juste la fin du monde

- 2018 : Arnaud Rebotini pour 120 battements par minute [2]
  - Gaspar Claus pour Makala
  - Angelo Foley et Grand Corps Malade pour Patients
  - Grégoire Hetzel pour Les Fantômes d'Ismaël
  - Igorrr pour Jeannette, l'enfance de Jeanne d'Arc
  - Philippe Rombi pour L'Amant double

- 2019 : Vincent Blanchard et Romain Greffe pour Guy
  - Camille Bazbaz pour En liberté !
  - Alexandre Desplat pour Les Frères Sisters
  - Pierre Desprats pour Les Garçons sauvages
  - Grégoire Hetzel pour Un amour impossible

### Années 2020
- 2020 : Alexandre Desplat pour Adults in the Room
  - Fatima Al Qadiri pour Atlantique
  - Christophe pour Jeanne
  - Evgueni Galperine et Sacha Galperine pour Grâce à Dieu
  - Dan Levy pour J'ai perdu mon corps

- 2021 : Sílvia Pérez Cruz pour Josep
  - Florencia Di Concilio pour Calamity, une enfance de Martha Jane Cannary
  - Bertrand Burgalat pour Les Apparences
  - Pablo Pico pour L'Extraordinaire Voyage de Marona
  - Rone pour La Nuit venue

- 2022 : Sparks pour Annette
  - Amine Bouhafa pour Le Sommet des Dieux
  - Warren Ellis et Nick Cave pour La Panthère des neiges
  - Evgueni Galperine, Sacha Galperine et Amine Bouhafa pour Gagarine
  - Jim Williams pour Titane

- 2023 : Benjamin Biolay pour Et j'aime à la fureur
  - Irène Drésel pour À plein temps
  - Grégoire Hetzel pour L'Innocent
  - Olivier Marguerit pour La Nuit du 12
  - Marc Verdaguer pour Pacifiction : Tourment sur les Îles

- 2024 : Vitalic pour Disco Boy
  - Amine Bouhafa pour Les Filles d'Olfa
  - Clément Ducol pour Linda veut du poulet !
  - Andrea Laszlo De Simone pour Le Règne animal
  - Chloé Thévenin pour La Montagne

- 2025 : Camille et Clément Ducol pour Emilia Pérez
  - Bertrand Bonello et Anna Bonello pour La Bête
  - Amaury Chabauty pour Leurs enfants après eux
  - Alexandre Desplat pour La Plus Précieuse des marchandises
  - Yuksek pour Les Fantômes